# Conoco-Phillips Building
Conoco-Phillips Building je nejvyšší budova ve městě Anchorage, ale i ve státě Aljaška. Má 22 pater a na výšku měří 90 m. Byla dokončena v roce 1983. V budově má sídlo firma ConocoPhillips.